# 解放北路 (天津市)
解放北路是中国天津市和平区的一条街道，西北起张自忠路与解放桥相接，东南到徐州道，全长2300米，是一条具有100多年历史的金融街，有“东方华尔街”之称，其南半段原为天津英租界的维多利亚道，北半段原为天津法租界的大法国路。由于解放北路历史风貌保存完好已被天津市规划局确定为“解放北路历史文化街区”并加以保护。

## 历史

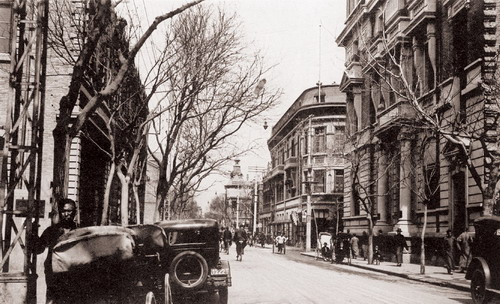
解放北路在原天津法租界的部分

这里原来是天津东南郊海河西岸的一片沼泽荒地，中段有一个以紫竹林命名的寺庙和村庄。1860年12月17日，在紫竹林庙以南沿河地段开辟了天津英租界。1861年6月，在紫竹林庙以北沿河地段开辟了天津法租界。虽然戈登为天津英租界进行了规划，维多利亚道就是其中的南北主干道。不过，天津在最初十年的对外贸易并不兴盛，来到这里的少数外商主要居住在天津城东门外三岔河口的宫北大街，天津英租界只有英资宝顺洋行和英国领事馆建造了房屋，天津法租界内没有任何法国机构，只有1个供英美侨民使用的宗教建筑合众会堂，法国在天津的主要活动就是位于三岔河口的望海楼天主堂，连法国领事馆都设在临近的宫北大街。1870年6月发生的天津教案彻底改变了天津租界的面貌。此后外国侨民纷纷移居租界，首先是天津英租界得到开发经营，到1900年庚子之乱以前，已经建成了以维多利亚道为主干道的道路网，两侧除了以英国为主的商业、金融机构，还建起了著名的戈登堂、天津利顺德饭店等豪华建筑。这一时期，法国由于在普法战争中失败，国力不振，天津法租界仍不见起色。直到1880年代才开始着手进行市政建设。1900年以后，由于海河航道得到疏浚，同时挖出的泥沙又填平了各国租界中的大片沼泽，使得天津的投资环境得到很大改善。天津租界的商务活动也趋于繁盛，民国初年，主要在天津英租界内的维多利亚道两侧兴建了一批豪华的金融建筑。抗战胜利後，该路定名为中正路，北端的万国桥定名为中正桥。中华人民共和国成立後，该路改名解放北路。

## 现况与发展
解放北路目前西北起张自忠路与解放桥相接，东南到徐州道，全长2300米，两侧人行道均宽5米，为沥青路面。沿途建有天津利顺德大饭店、天津新华信托储蓄银行大楼、法国工部局大楼、天津中法工商银行大楼、大清邮政津局大楼、天津横滨正金银行大楼、天津汇丰银行大楼、天津中南银行大楼、天津花旗银行大楼、天津利华大楼、天津金城银行大楼、中央银行天津分行大楼、华俄道胜银行天津分行大楼、天津麦加利银行大楼、天津怡和洋行大楼、泰莱饭店大楼、天津英国俱乐部、裕中饭店大楼、百福大楼、光明大楼、美丰洋行大楼、法国俱乐部、北洋保商银行大楼、天津东方汇理银行大楼、天津邮政储金汇业分局大楼、天津华义银行大楼、天津久安商业银行大楼、天津朝鲜银行大楼、新泰兴洋行大楼、天津华比银行大楼、美国海军俱乐部、仁记洋行天津分行大楼、天津四行储蓄会大楼、屈臣氏大药房大楼、天津太古洋行大楼、天津印字馆大楼、原英国领事署大楼、天津瑞隆洋行大楼等建筑。其中，保定道至曲阜道一段的解放北路为天津英式风情区中的重要道路。

## 沿街著名建筑
解放北路现在比较著名的建筑有：

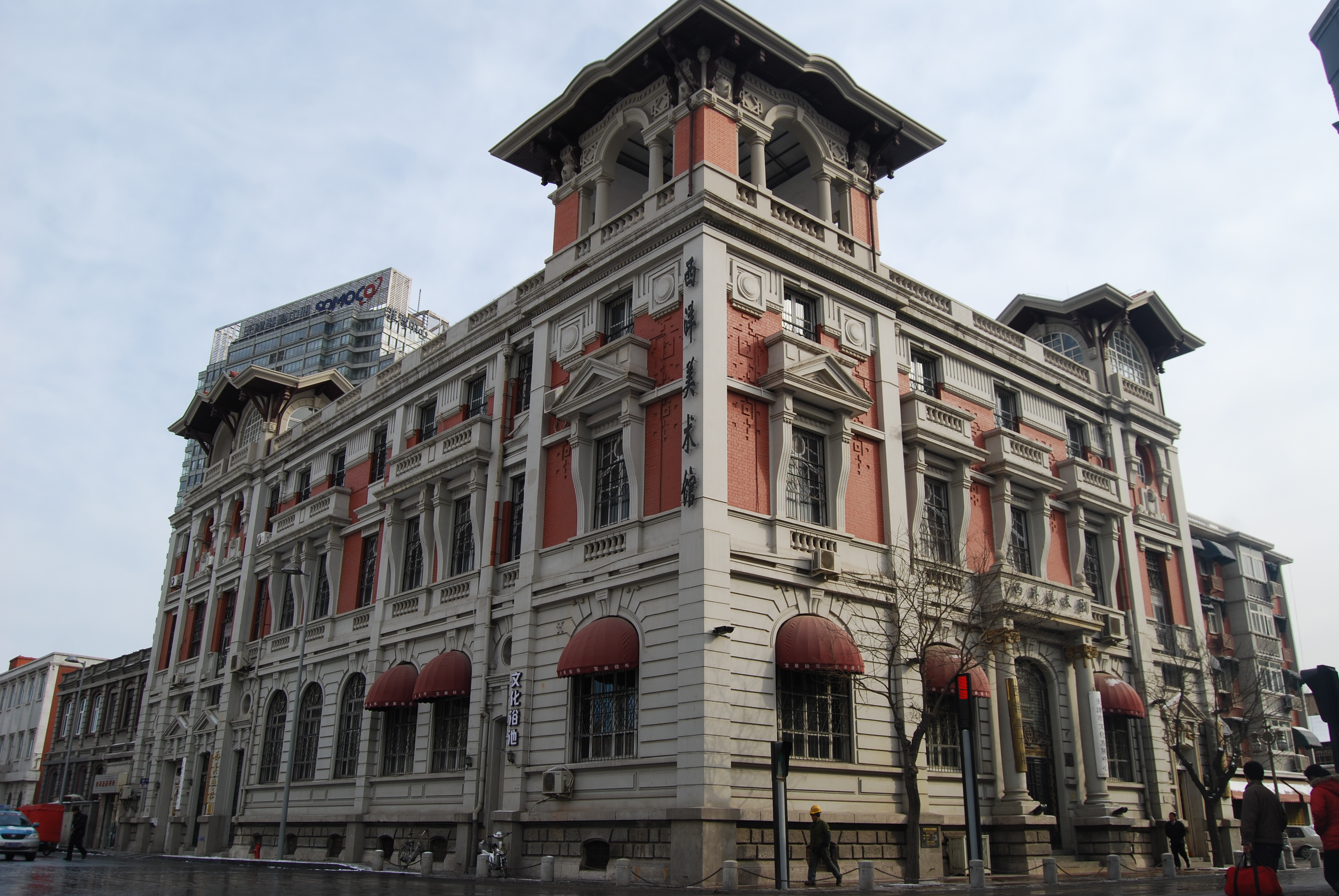
天津东方汇理银行大楼

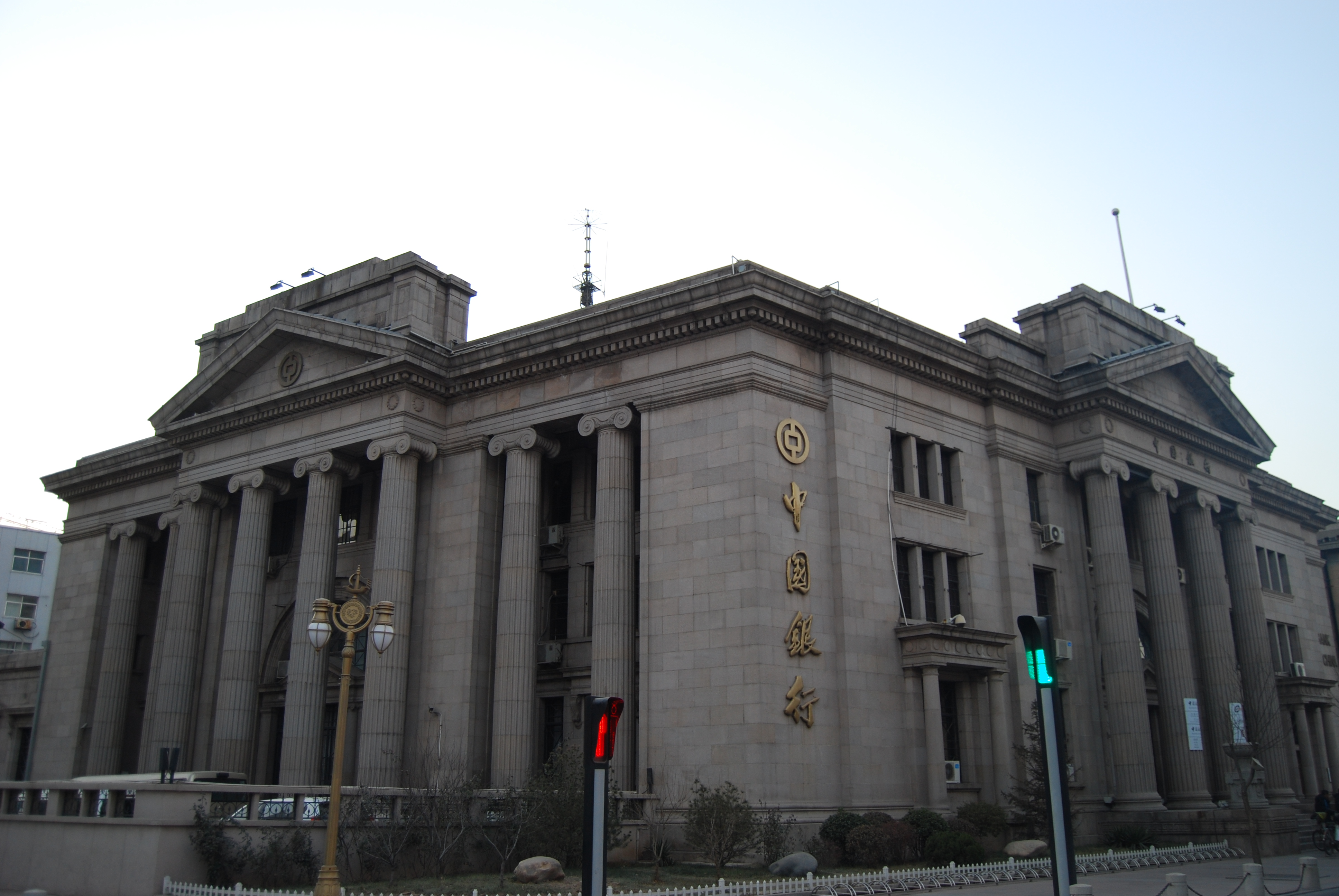
天津汇丰银行大楼

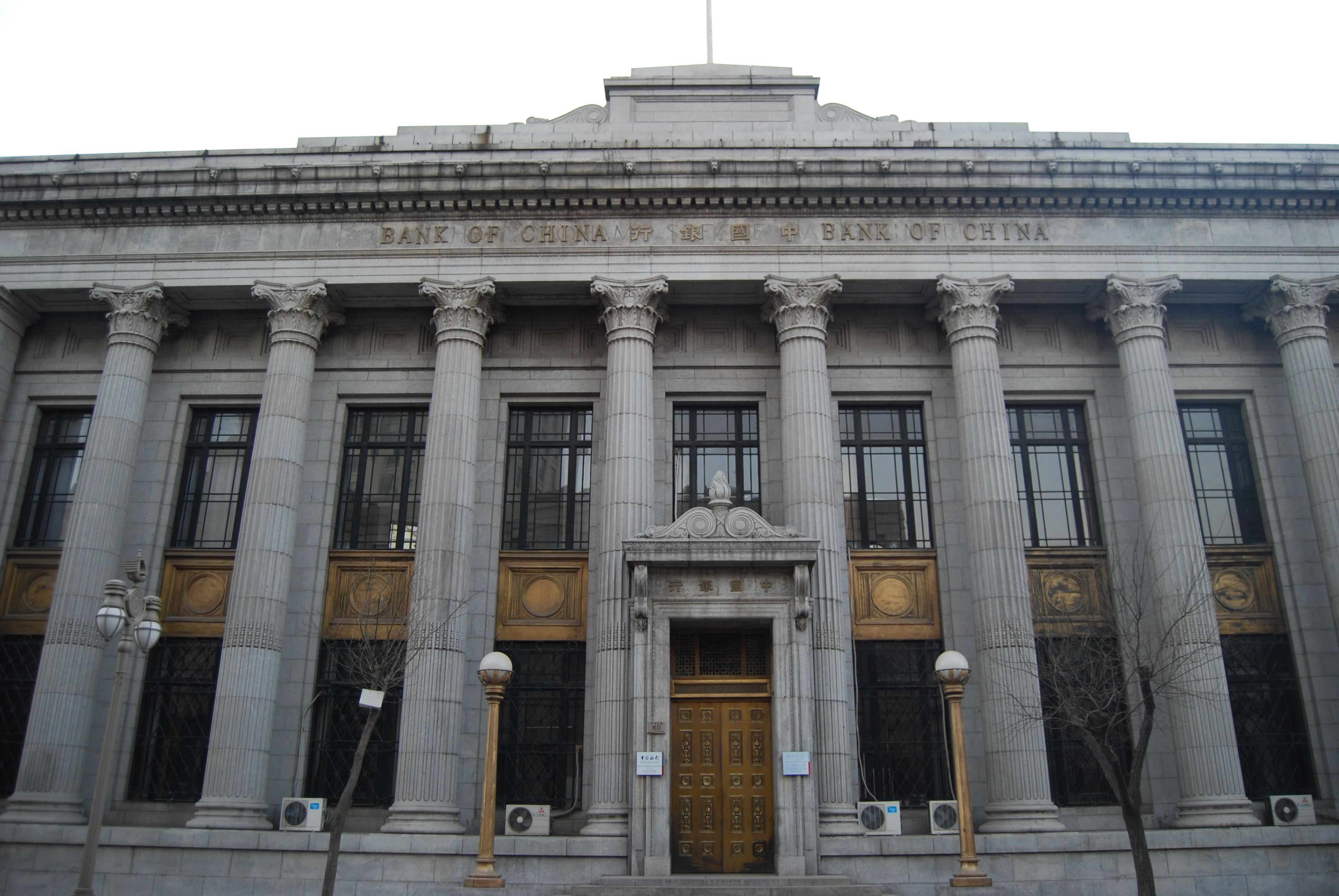
天津横滨正金银行大楼

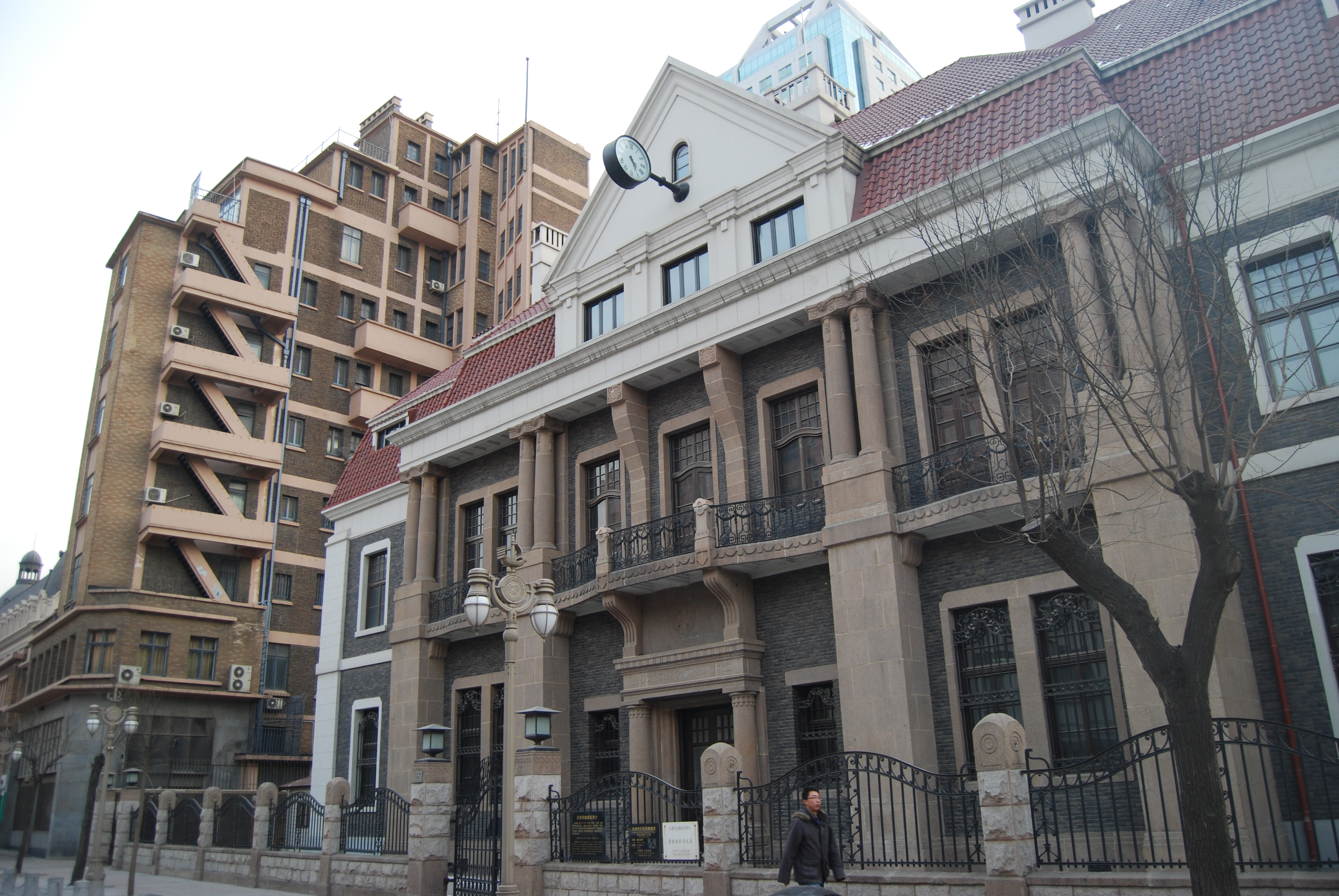
天津金城银行大楼和天津利华大楼

- 天津市全国重点文物保护单位：天津利顺德大饭店，解放北路199号
- 天津市文物保护单位：天津新华信托储蓄银行大楼，解放北路10号
- 天津市文物保护单位：法国工部局大楼，解放北路34号至36号
- 天津市文物保护单位：天津中法工商银行大楼，解放北路74号至78号
- 天津市文物保护单位：大清邮政津局大楼，解放北路103号至111号
- 天津市文物保护单位：天津横滨正金银行大楼，解放北路80号
- 天津市文物保护单位：天津汇丰银行大楼，解放北路82号至86号
- 天津市文物保护单位：天津中南银行大楼，解放北路88号
- 天津市文物保护单位：天津花旗银行大楼，解放北路90号
- 天津市文物保护单位：天津金城银行大楼，解放北路108号
- 天津市文物保护单位：天津利华大楼，解放北路114号
- 天津市文物保护单位：中央银行天津分行大楼，解放北路117号至119号
- 天津市文物保护单位：华俄道胜银行天津分行大楼，解放北路123号
- 天津市文物保护单位：天津麦加利银行大楼，解放北路153号
- 天津市文物保护单位：天津怡和洋行大楼，解放北路157号
- 天津市文物保护单位：泰莱饭店大楼，解放北路158号
- 天津市文物保护单位：天津英国俱乐部，解放北路201号
- 天津市历史风貌建筑：裕中饭店大楼，解放北路2号
- 天津市历史风貌建筑：百福大楼，解放北路3号
- 天津市历史风貌建筑：光明大楼，解放北路16号至20号
- 天津市历史风貌建筑：美丰洋行大楼，解放北路22号至26号
- 天津市历史风貌建筑：中國金融博物館法国俱乐部，解放北路29号
- 天津市历史风貌建筑：北洋保商银行大楼，解放北路52号
- 天津市历史风貌建筑：天津东方汇理银行大楼，解放北路77号至79号
- 天津市历史风貌建筑：天津邮政储金汇业分局大楼，解放北路89号
- 天津市历史风貌建筑：天津华义银行大楼，解放北路91号至95号
- 天津市历史风貌建筑：天津久安商业银行大楼，解放北路94-96号
- 天津市历史风貌建筑：天津朝鲜银行大楼，解放北路97号至101号
- 天津市历史风貌建筑：新泰兴洋行大楼，解放北路100号
- 天津市历史风貌建筑：天津华比银行大楼，解放北路102号至104号
- 天津市历史风貌建筑：美国海军俱乐部，解放北路113号
- 天津市历史风貌建筑：仁记洋行天津分行大楼，解放北路125号
- 天津市历史风貌建筑：天津四行储蓄会大楼，解放北路147号
- 天津市历史风貌建筑：屈臣氏大药房大楼，解放北路150号
- 天津市历史风貌建筑：天津太古洋行大楼，解放北路165号
- 天津市历史风貌建筑：天津印字馆大楼，解放北路189号
- 天津市历史风貌建筑：原英国领事署大楼，解放北路191号至195号
- 天津市历史风貌建筑：天津瑞隆洋行大楼，解放北路197号[3]

解放北路已不存在的建筑有：
- 天津市历史风貌建筑：DD饭店大楼，解放北路25号至27号，因天津地铁三号线建设，意外损毁。[4]
- 戈登堂，解放北路172号，1976年，唐山大地震后，仅剩解放北路一侧建筑。2010年，原戈登堂后面的天津英租界消防队旧址也被拆除。
- 皇宫饭店，解放北路177号至179号，2010年3月被拆除。
- 天津德国俱乐部原址，解放北路173号，2010年3月被拆除。
- 天津惠罗公司大楼，解放北路173号，2004年，保定桥修建时被拆除。
- 中国农工银行天津分行大楼，解放北路55号至57号，2010年9月被拆除。

## 交汇道路
目前，与解放北路相交汇的主要道路有：

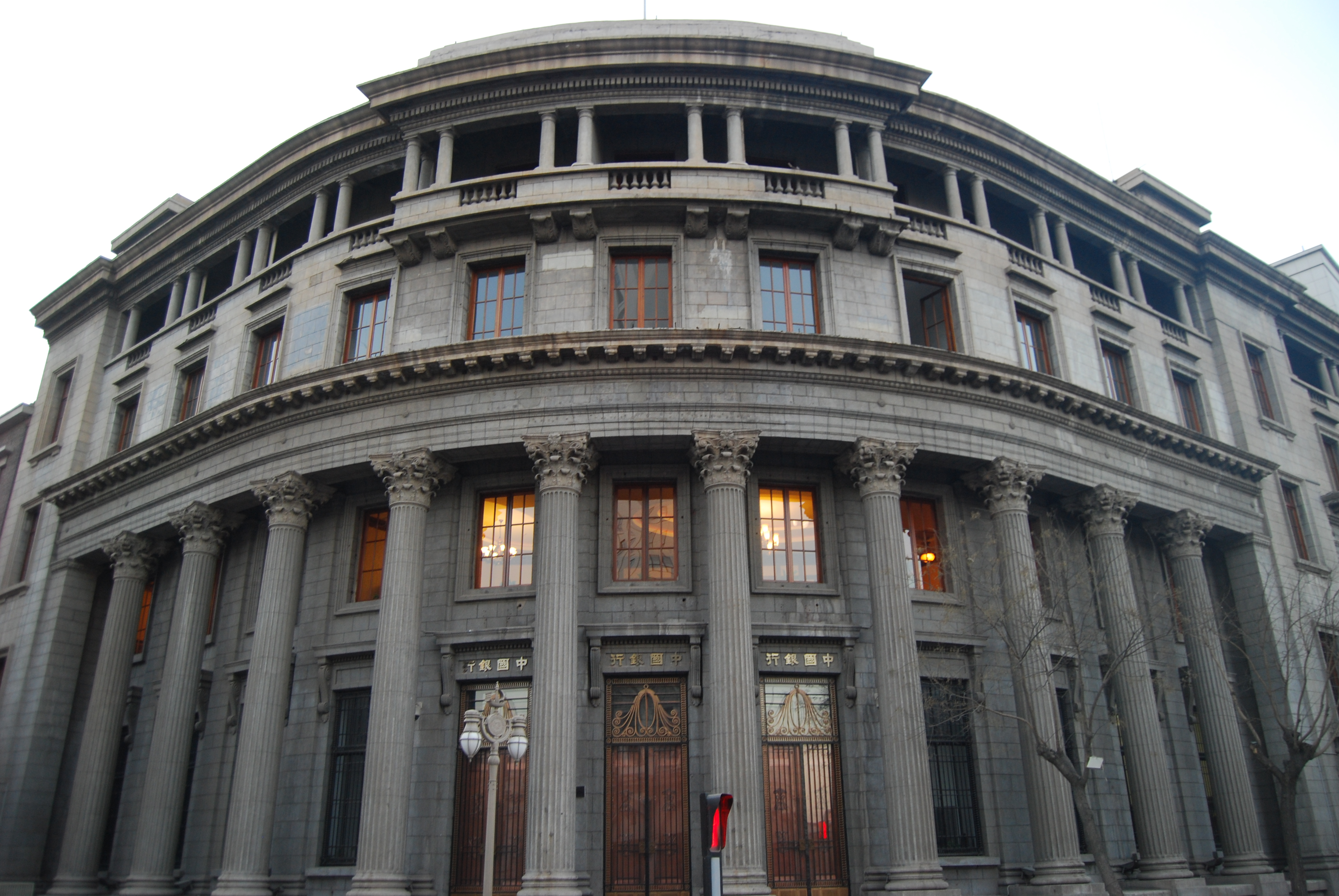
解放北路与营口道交口转角处的天津中法工商银行大楼

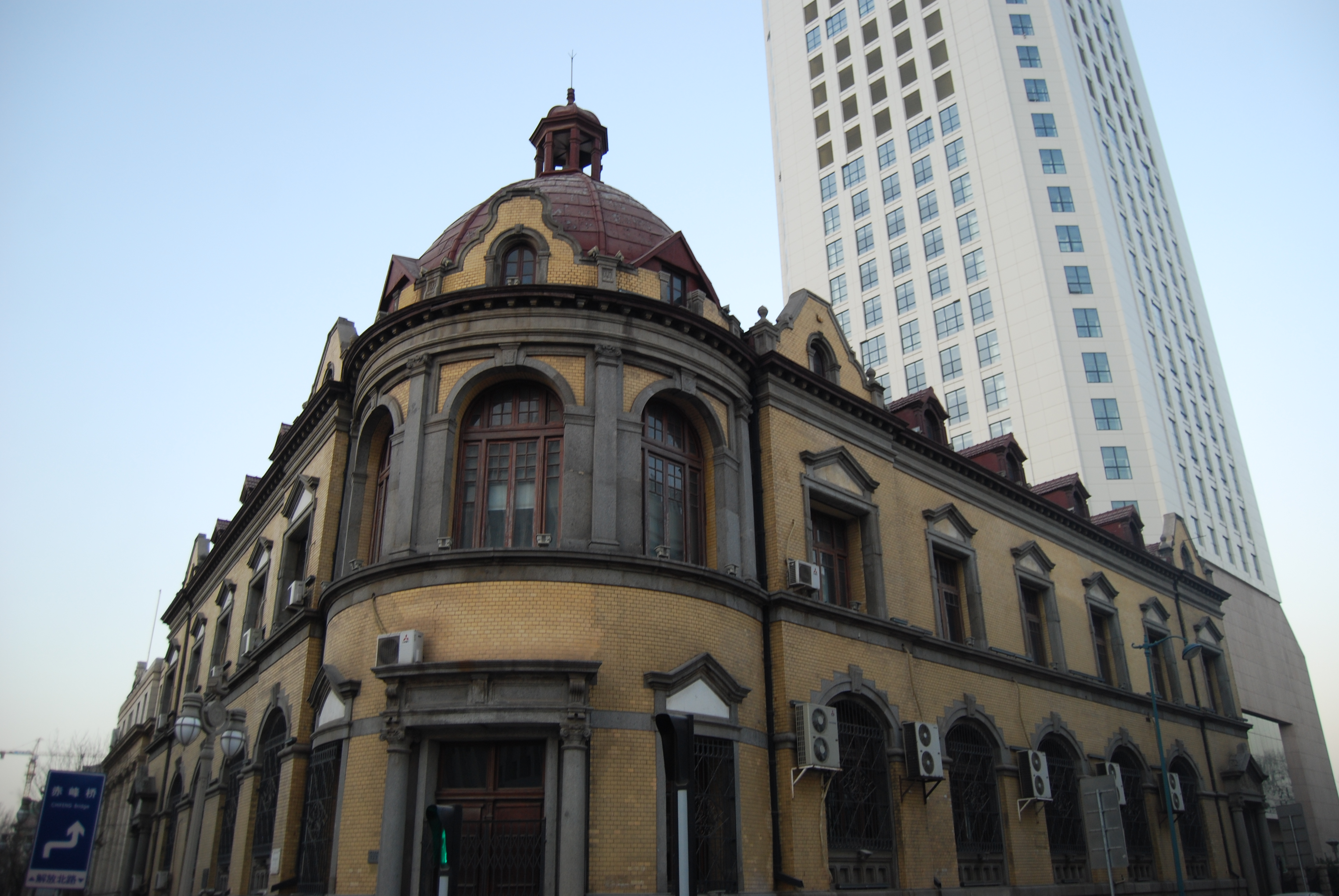
解放北路与大同道交口转角处的华俄道胜银行天津分行大楼

- 张自忠路 原柏公使河坝（Quai Auguste Boppe）
- 长春道 原七月十四日路（Rue 14 Juillet）
- 滨江道 原葛公使路（Rue Paron Gros）
- 哈尔滨道 原狄总领事路（Rue Dillon）
- 赤峰道 原巴斯德路（Rue Pasteur）
- 承德道 原威尔顿路（Rue de Verdun）
- 营口道 原圣路易路（Rue Saint Louis）、原宝士徒道（Bristow Road）
- 大同道 原领事道（Consular Road ）
- 大连道 原怡和道（E Wo Road）
- 保定道 原巴克斯道（Parkes Road）
- 太原道 原宝顺道（Pao Shun Road）
- 泰安道 原咪哆士道（Meadours Road）
- 彰德道 原博目哩道（Bromley Road）
- 曲阜道 原革事道（Council Road）
- 开封道 原开滦胡同（Kailan Lane Road）
- 徐州道 原狄更生道（Dickinson Road）

## 相关影视作品
电视剧《今生今世》、电影《白银帝国》、《风声》等曾经在解放北路取景。当时为了真实性，对解放北路实行了交通管治。

## 交通
- 天津轨道交通
  - 三号线：津湾广场站

## 内部链接
- 解放桥
- 天津维多利亚道